# Сегусо, Роберт
Роберт Артур Сегу́со (англ. Robert Arthur Seguso; род. 1 мая 1963, Миннеаполис) — бывший профессиональный американский теннисист, мастер игры в парах. Четырёхкратный победитель турниров Большого шлема, Олимпийский чемпион 1988 года и бывшая первая ракетка мира в мужском парном разряде. Победитель командного Кубка мира 1985 года в составе сборной США.

## Спортивная карьера
Во время своей учёбы в колледже в Эдуардсвилле (Иллинойс) в 1983 году Роберт Сегусо был избран членом символической любительской сборной США в одиночном и парном разрядах. В том же году они с Кеном Флэком выиграли национальное студенческое первенство (NCAA) во втором дивизионе. В конце года Сегусо и Флэк уже играли в ранге профессионалов и в декабре вышли в свой первый финал турнира Гран-При в Тайбэе.
Следующий сезон Сегусо начал с выхода в финал турнира уровня Challenger в Амарильо (Техас). В паре с Флэком они добились намного более заметных успехов, выиграв шесть турниров Гран-При и завоевав право на участие в итоговом турнире года по версии World Championships Tennis (WCT), который они также выиграли в начале января 1985 года, победив в финале двукратных (к этому моменту) обладателей трофея Гюнтхардта и Тароци.
Помимо итогового турнира WCT, Сегусо и Флэк выигрывают в 1985 году ещё семь турниров, включая Открытый чемпионат США, и уже к сентябрю Сегусо занимает первую строчку в рейтинге теннисистов в парном разряде. В ноябре на турнире Мастерс, итоговом турнире года по версии АТР, они с Флэком уступают в полуфинале шведской паре Виландер-Нюстрем. Они также проводят свои первые матчи за сборную в Кубке Дэвиса, положив начало серии из десяти побед подряд, и выигрывают со сборной Командный кубок мира в Дюссельдорфе. В одиночном разряде Сегусо доходит до полуфинала турнира Гран-При в Страттон-Маунтине (Вермонт), где ему преграждает путь Джон Макинрой, и до четвёртого круга на Уимблдоне. Этот успех позволяет Сегусо войти в сотню сильнейших в одиночном разряде.
Успешные выступления Сегусо и Флэка продолжаются до марта 1986 года, а потом наступает длительный спад, в том числе связанный с травмами у Сегусо. При этом он продолжает продвигаться в рейтинге теннисистов-одиночников, выйдя в полуфинал турнира в Queen's Club в Лондоне (проиграл Джимми Коннорсу), затем победив Коннорса, на тот момент третью ракетку мира, в первом круге Уимблдонского турнира, а потом Макинроя, восьмую ракетку мира, на турнире в Торонто. В конце сезона он занимает почти одинаковое место в рейтинге в одиночном (28) и парном (16) разрядах.
В 1987 году Сегусо предпринял попытку сменить партнёра. После недолгого сотрудничества с Макинроем он на Открытом чемпионате Франции в последний момент составил пару со шведом Андерсом Ярридом; они добились победы, в финале победив французов Ги Форже и Янника Ноа, на тот момент первую ракетку мира в парном разряде. Перед Уимблдоном Сегусо и Флэк снова объединяются, и Сегусо выигрывает второй турнир Большого шлема подряд и третий в карьере. В сентябре Сегусо и Флэк доходят до финала Открытого чемпионата США, где проигрывают Ярриду и Стефану Эдбергу. Эти успехи позволили им во второй раз принять участие в парном турнире Мастерс; на этот раз они вышли в финал, где уступили Милославу Мечиржу и Томашу Шмиду из ЧССР. Сфокусировавшись на парных играх, Сегусо при этом снова стал терять очки в рейтинге в одиночном разряде, где в начале года уже занимал 22-ю строчку. К сентябрю он выбыл из числа ста лучших теннисистов-одиночников.
1988 год стал также удачным для Сегусо и Флэка. Они второй раз подряд выиграли Уимблдон, а потом в Сеуле стали первыми после долгого перерыва Олимпийскими чемпионами. Они второй год подряд попали в турнир Мастерс, но на этот раз не вышли из группы. В одиночном разряде Сегусо также поправил своё положение, выйдя в четвёртый круг Открытого чемпионата Австралии, дважды дойдя до полуфинала турниров Гран-При (в Мемфисе и Индианаполисе) и добавив к своему послужному списку вторую победу над Джимми Коннорсом, теперь шестой ракеткой мира. На Олимпиаде он выступал и в одиночном разряде и дошёл до третьего круга, где на его пути стал будущий бронзовый призёр Брэд Джилберт.
В 1989 году Сегусо и Флэк ещё раз доходят до финала Открытого чемпионата США, а в 1991 году в четвёртый раз добиваются права выступать в парном чемпионате мира по версии АТР, где доходят до финала, но в целом их совместная карьера снова идёт на спад: теперь уже Флэк получает серьёзную травму, порвав две связки на левой ноге, и они пропускают пропускают большую часть сезона 1990 года. В марте 1992 года они снова расстаются.
Два следующих года Сегусо пропустил почти полностью, а в 1995 году снова встал в пару с Флэком, но им не удалось ни на одном турнире пройти дальше второго круга. Свой последний профессиональный матч Сегусо провёл в 1996 году на «челленджере» в Эптосе (Калифорния).

## Участие в финалах турниров Большого шлема в мужском парном разряде за карьеру (6)

### Победы (4)
| Год  | Турнир                     | Покрытие | Партнёр      | Соперники в финале                  | Счёт в финале             |
| ---- | -------------------------- | -------- | ------------ | ----------------------------------- | ------------------------- |
| 1985 | Открытый чемпионат США     | Хард     | Кен Флэк     | Анри Леконт Янник Ноа               | 6–7, 7–6, 7–6, 6–0        |
| 1987 | Открытый чемпионат Франции | Грунт    | Андерс Яррид | Янник Ноа Ги Форже                  | 6–7, 6–7, 6–3, 6–4, 6–2   |
| 1987 | Уимблдонский турнир        | Трава    | Кен Флэк     | Серхио Касаль Эмилио Санчес-Викарио | 3–6, 6–76, 7–63, 6–1, 6–4 |
| 1988 | Уимблдонский турнир (2)    | Трава    | Кен Флэк     | Джон Фицджеральд Андерс Яррид       | 6–4, 2–6, 6–4, 7–63       |

### Поражения (2)
| Год  | Турнир                     | Покрытие | Партнёр  | Соперники в финале         | Счёт в финале           |
| ---- | -------------------------- | -------- | -------- | -------------------------- | ----------------------- |
| 1987 | Открытый чемпионат США     | Хард     | Кен Флэк | Стефан Эдберг Андерс Яррид | 6–7, 2–6, 6–4, 7–5, 6–7 |
| 1989 | Открытый чемпионат США (2) | Хард     | Кен Флэк | Марк Вудфорд Джон Макинрой | 4–6, 6–4, 3–6, 3–6      |

## Участие в финалах турниров в мужском парном разряде за карьеру (49)
| Легенда                          |
| -------------------------------- |
| Большой шлем (6)                 |
| Мастерс / Чемпионат мира АТР (2) |
| Итоговый турнир WCT (1)          |
| Олимпийские игры (1)             |
| ATP Masters (2)                  |
| ATP Championship Series (2)      |
| ATP World series (1)             |
| Гран-При / WCT (34)              |

| Финалы по типу покрытия |
| ----------------------- |
| Хард (25)               |
| Грунт (8)               |
| Трава (5)               |
| Ковёр (11)              |

### Победы (29)
| №   | Дата        | Турнир                                              | Покрытие | Партнёр      | Соперники в финале                  | Счёт в финале           |
| --- | ----------- | --------------------------------------------------- | -------- | ------------ | ----------------------------------- | ----------------------- |
| 1.  | 11 июн 1984 | Открытый чемпионат Италии, Рим                      | Грунт    | Кен Флэк     | Джон Александер Майк Лич            | 3–6, 6–3, 6–4           |
| 2.  | 23 июл 1984 | Чемпионат США среди профессионалов, Бостон          | Грунт    | Кен Флэк     | Гэри Доннелли Эрни Фернандес        | 6–4, 6–4                |
| 3.  | 13 авг 1984 | Чемпионат США на грунтовых кортах, Индианаполис     | Грунт    | Кен Флэк     | Хайнц Гюнтхардт Балаж Тароци        | 7–6, 7–5                |
| 4.  | 17 сен 1984 | Лос-Анджелес, США                                   | Хард     | Кен Флэк     | Сэнди Майер Войцех Фибак            | 4–6, 6–4, 6–3           |
| 5.  | 29 окт 1984 | Гонконг                                             | Хард     | Кен Флэк     | Пол Макнами Марк Эдмондсон          | 6–7, 6–3, 7–5           |
| 6.  | 6 ноя 1984  | Теннисный Гран-при Тайбэя, Китайская Республика     | Ковёр    | Кен Флэк     | Дрю Гитлин Хэнк Пфистер             | 6–1, 6–7, 6–2           |
| 7.  | 6 янв 1985  | Итоговый турнир WCT, Лондон, Великобритания         | Ковёр    | Кен Флэк     | Хайнц Гюнтхардт Балаж Тароци        | 6–3, 3–6, 6–3, 6–0      |
| 8.  | 1 апр 1985  | Форт-Майерс, Флорида, США                           | Хард     | Кен Флэк     | Сэмми Джаммалва Дэвид Пейт          | 3–6, 6–3, 6–3           |
| 9.  | 13 мая 1985 | Нью-Йорк, США                                       | Грунт    | Кен Флэк     | Живалдо Барбоза Иван Клей           | 7–5, 6–2                |
| 10. | 17 июн 1985 | Stella Artois Championships, Лондон                 | Трава    | Кен Флэк     | Пат Кэш Джон Фицджеральд            | 3–6, 6–3, 16–14         |
| 11. | 29 июл 1985 | Чемпионат США на грунтовых кортах, Индианаполис (2) | Грунт    | Кен Флэк     | Павел Сложил Ким Уорик              | 6–4, 6–4                |
| 12. | 19 авг 1985 | Открытый чемпионат Канады, Монреаль                 | Хард     | Кен Флэк     | Стефан Эдберг Андерс Яррид          | 5–7, 7–6, 6–3           |
| 13. | 9 сен 1985  | Открытый чемпионат США, Нью-Йорк                    | Хард     | Кен Флэк     | Анри Леконт Янник Ноа               | 6–7, 7–6, 7–6, 6–0      |
| 14. | 28 окт 1985 | Seiko Super Tennis, Токио, Япония                   | Ковёр    | Кен Флэк     | Скотт Дэвис Дэвид Пейт              | 4–6, 6–3, 7–6           |
| 15. | 10 фев 1986 | Volvo U. S. National Indoor, Мемфис, США            | Ковёр    | Кен Флэк     | Ги Форже Андерс Яррид               | 6–4, 4–6, 7–6           |
| 16. | 31 мар 1986 | Чикаго, США                                         | Ковёр    | Кен Флэк     | Франсиско Гонсалес Эдди Эдвардс     | 6–0, 7–5                |
| 17. | 25 мая 1987 | Открытый чемпионат Франции, Париж                   | Грунт    | Андерс Яррид | Янник Ноа Ги Форже                  | 6–7, 6–7, 6–3, 6–4, 6–2 |
| 18. | 6 июл 1987  | Уимблдонский турнир, Лондон                         | Трава    | Кен Флэк     | Серхио Касаль Эмилио Санчес-Викарио | 3–6, 6–7, 7–6, 6–1, 6–4 |
| 19. | 24 авг 1987 | Cincinnati Open, США                                | Хард     | Кен Флэк     | Стив Дентон Джон Фицджеральд        | 7–5, 6–3                |
| 20. | 13 июн 1988 | Stella Artois Championships, Лондон (2)             | Трава    | Кен Флэк     | Дани Виссер Питер Олдрич            | 6–2, 7–6                |
| 21. | 4 июл 1988  | Уимблдонский турнир (2)                             | Трава    | Кен Флэк     | Джон Фицджеральд Андерс Яррид       | 6–4, 2–6, 6–4, 7–6      |
| 22. | 15 авг 1988 | Открытый чемпионат Канады, Торонто (2)              | Хард     | Кен Флэк     | Эндрю Касл Тим Уилкинсон            | 7–6, 6–3                |
| 23. | 26 сен 1988 | Олимпийские игры, Сеул, Южная Корея                 | Хард     | Кен Флэк     | Серхио Касаль Эмилио Санчес-Викарио | 6–3, 6–4, 6–7, 6–7, 9–7 |
| 24. | 14 ноя 1988 | Benson & Hedges Championships, Лондон               | Ковёр    | Кен Флэк     | Брэд Дрюэтт Мартин Дэвис            | 7–5, 6–2                |
| 25. | 24 апр 1989 | Suntory Japan Open Tennis Championships, Токио (2)  | Хард     | Кен Флэк     | Кевин Каррен Дэвид Пейт             | 7–6, 7–6                |
| 26. | 21 авг 1989 | Cincinnati Open (2)                                 | Хард     | Кен Флэк     | Дани Виссер Питер Олдрич            | 6–4, 6–4                |
| 27. | 6 мая 1991  | Тампа, Флорида, США                                 | Грунт    | Кен Флэк     | Дэвид Пейт Ричи Ренеберг            | 6–7, 6–4, 6–1           |
| 28. | 12 авг 1991 | Thriftway ATP Championships, Цинциннати (3)         | Хард     | Кен Флэк     | Грант Коннелл Гленн Мичибата        | 6–7, 6–4, 7–5           |
| 29. | 19 авг 1991 | Чемпионат США на твёрдых кортах, Индианаполис       | Хард     | Кен Флэк     | Кент Киннэр Свен Салумаа            | 7–6, 6–4                |

### Поражения (20)
| №   | Дата        | Турнир                                                  | Покрытие | Партнёр      | Соперники в финале               | Счёт в финале           |
| --- | ----------- | ------------------------------------------------------- | -------- | ------------ | -------------------------------- | ----------------------- |
| 1.  | 12 дек 1983 | Теннисный Гран-при Тайбэя, Китайская Республика         | Ковёр    | Кен Флэк     | Уолли Мазур Ким Уорик            | 7–6, 6–4                |
| 2.  | 16 июл 1984 | Hall of Fame Championships, Ньюпорт, США                | Трава    | Кен Флэк     | Дэвид Грэм Лори Уордер           | 6–4, 7–6                |
| 3.  | 25 фев 1985 | Pilot Pen Classic, Ла-Квинта, Калифорния, США           | Хард     | Кен Флэк     | Хайнц Гюнтхардт Балаж Тароци     | 3–6, 7–6, 6–3           |
| 4.  | 8 апр 1985  | Чикаго, США                                             | Ковёр    | Кен Флэк     | Джохан Крик Янник Ноа            | 3–6, 4–6, 7–5, 6–1, 6–4 |
| 5.  | 20 мая 1985 | Открытый чемпионат Италии, Рим                          | Грунт    | Кен Флэк     | Матс Виландер Андерс Яррид       | 4–6, 6–3, 6–2           |
| 6.  | 12 авг 1985 | Volvo International, Страттон-Маунтин, Вермонт, США     | Хард     | Кен Флэк     | Скотт Дэвис Дэвид Пейт           | 3–6, 7–6, 7–6           |
| 7.  | 9 мар 1987  | Lipton International Players Championships, Майами, США | Хард     | Кен Флэк     | Пол Аннаконе Кристо ван Ренсбург | 6–2, 6–4, 6–4           |
| 8.  | 20 июл 1987 | Ливингстон, Нью-Джерси, США                             | Хард     | Кен Флэк     | Гэри Доннелли Грег Холмс         | 7–6, 6–3                |
| 9.  | 14 сен 1987 | Открытый чемпионат США, Нью-Йорк                        | Хард     | Кен Флэк     | Стефан Эдберг Андерс Яррид       | 7–6, 6–2, 4–6, 5–7, 7–6 |
| 10. | 12 окт 1987 | Australian Indoors, Сидней                              | Хард (i) | Борис Беккер | Марк Кратцман Даррен Кэхилл      | 3–6, 2–6                |
| 11. | 16 ноя 1987 | Benson & Hedges Championships, Лондон, Великобритания   | Ковёр    | Кен Флэк     | Милослав Мечирж Томаш Шмид       | 7–5, 6–4                |
| 12. | 13 дек 1987 | Мастерс, Лондон                                         | Ковёр    | Кен Флэк     | Милослав Мечирж Томаш Шмид       | 6–4, 7–5, 6–75, 6–3     |
| 13. | 28 мар 1988 | Lipton International Players Championships, Майами (2)  | Хард     | Кен Флэк     | Джон Фицджеральд Андерс Яррид    | 7–6, 6–1, 7–5           |
| 14. | 2 авг 1988  | Чемпионат США на твёрдых кортах, Индианаполис, США      | Хард     | Кен Флэк     | Рик Лич Джим Пух                 | 6–4, 6–3                |
| 15. | 21 ноя 1988 | Детройт, США                                            | Ковёр    | Кен Флэк     | Рик Лич Джим Пух                 | 6–4, 6–1                |
| 16. | 11 сен 1989 | Открытый чемпионат США, Нью-Йорк (2)                    | Хард     | Кен Флэк     | Марк Вудфорд Джон Макинрой       | 6–4, 4–6, 6–3, 6–3      |
| 17. | 9 окт 1989  | Du Pont Classic, Орландо, США                           | Хард     | Кен Флэк     | Скотт Дэвис Тим Посат            | 7–5, 5–7, 6–4           |
| 18. | 25 мар 1991 | Lipton International Players Championships, Майами (3)  | Хард     | Кен Флэк     | Пит Норвал Уэйн Феррейра         | 5–7, 7–6, 6–2           |
| 19. | 22 июл 1991 | Sovran Bank Classic, Вашингтон, США                     | Хард     | Кен Флэк     | Скотт Дэвис Дэвид Пейт           | 6–4, 6–2                |
| 20. | 24 ноя 1991 | Чемпионат мира АТР, Йоханнесбург, ЮАР (2)               | Хард (i) | Кен Флэк     | Джон Фицджеральд Андерс Яррид    | 6–4, 6–4, 2–6, 6–4      |

## Выступления в командных турнирах

### Финалы командных турниров (1)

#### Поражения (1)
| №  | Год  | Турнир       | Команда                                       | Соперник в финале           | Счёт |
| 1. | 1991 | Кубок Дэвиса | США А. Агасси, К. Флэк, П. Сампрас, Р. Сегусо | Франция Г. Форже, А. Леконт | 1-3  |

### Результаты выступлений в центральных турнирах в мужском парном разряде
| Турнир                       | 1983 | 1984 | 1985 | 1986 | 1987 | 1988 | 1989 | 1990 | 1991 | 1992 | 1993 | 1994 | 1995 | Итого  | В / П за карьеру |
| ---------------------------- | ---- | ---- | ---- | ---- | ---- | ---- | ---- | ---- | ---- | ---- | ---- | ---- | ---- | ------ | ---------------- |
| Открытый чемпионат Австралии | 3R   | 2R   | A    | -    | 1/2  | A    | A    | A    | A    | A    | A    | A    | A    | 0 / 3  | 5–3              |
| Открытый чемпионат Франции   | A    | 1R   | 1/4  | 1/4  | П    | 1/4  | A    | 2R   | 2R   | A    | A    | A    | 1R   | 1 / 8  | 17–7             |
| Уимблдонский турнир          | A    | 3R   | 1R   | 1/4  | П    | П    | 1/2  | 1/4  | 3R   | 1R   | A    | A    | 1R   | 2 / 10 | 26-8             |
| Открытый чемпионат США       | 3R   | 2R   | П    | A    | Ф    | 1/2  | Ф    | 3R   | 1/2  | A    | A    | A    | A    | 1 / 8  | 29–6             |
| Мастерс / Чемпионат мира АТР | A    | A    | 1/2  | A    | Ф    | RR   | A    | A    | Ф    | A    | A    | A    | A    | 0 / 4  | 10–7             |

## Личная жизнь
В 1987 году Роберт Сегусо женился на ведущей канадской теннисистке Карлинг Бассетт. До 2002 года они совместно с Карлинг преподавали в теннисной академии Крис Эверт в Бока-Ратоне (Флорида), а затем перебрались в Ки-Колони-Бич (округ Монро), где также тренируют в теннисном клубе.
В 1988 году у Роберта и Карлинг родился сын Холден, затем в 1991 году дочь, тоже получившая имя Карлинг, а  в 1993 году — второй сын, Ридли. Все трое детей играют в теннис.